# Sjef Janssen
Sjef Janssen (1950) es un jinete neerlandés que compitió en la modalidad de doma. Ganó una medalla de bronce en el Campeonato Europeo de Doma de 1991, en la prueba por equipos.

## Palmarés internacional
| Campeonato Europeo | Campeonato Europeo        | Campeonato Europeo | Campeonato Europeo |
| Año                | Lugar                     | Medalla            | Categoría          |
| ------------------ | ------------------------- | ------------------ | ------------------ |
| 1991               | Donaueschingen (Alemania) | Medalla de bronce  | Por equipos        |